# RBK
RBK (dříve RBC TV) je první ruská zpravodajská „business TV“, vysílá 24 hodin denně, sedm dní v týdnu přes Eutelsat a je zachytitelná i v Evropě. TV je zaměřená především na ekonomiku a ekonomické zpravodajství, vysílat začala v roce 2004. Vždy se soustředila především na Rusko a státy bývalého Sovětského svazu.
Podle smlouvy, kterou RBK uzavřela s Eutelsatem, je možné ji nekódovaně zachytit přes satelit Hot Bird 6. RBC velmi úzce spolupracuje s CNBC, jejíž ruskou odnož se snaží vytvořit. „Dalšími partnery RBC TV jsou ekonomické sekce zpravodajských stanic a agentur CNN, Bloomberg, APTN a Reuters,“ napsal vysokoškolský pedagog Milan Šmíd v Marketing & Media.
Je zajímavé, že RBK se cítí být „hlavním informačním zdrojem pro obchodní a politickou elitu“, jak uvádí na svých stránkách, a sleduje ji 53 milionů lidí.

## Historie
- 2004 počátek vysílání
- 2007 expanze do Evropy

## Pořady
- Adrenalin
- Dialog
- Dnešní svět
- Forum
- Přehled ruského tisku,
- Přehled zahraničního tisku
- Sféru zájmu
- Trhy
- Trhy. Globální perspektivy
- Trhy. Interaktivní Edition
- Trhy. Výsledky v týdnu
- Volný čas a cestovní ruch
- Zahraniční obchod